# Croton verreauxii
Croton verreauxii är en törelväxtart som beskrevs av Henri Ernest Baillon. Croton verreauxii ingår i släktet Croton och familjen törelväxter. Utöver nominatformen finns också underarten C. v. angustifolius.

## Bildgalleri

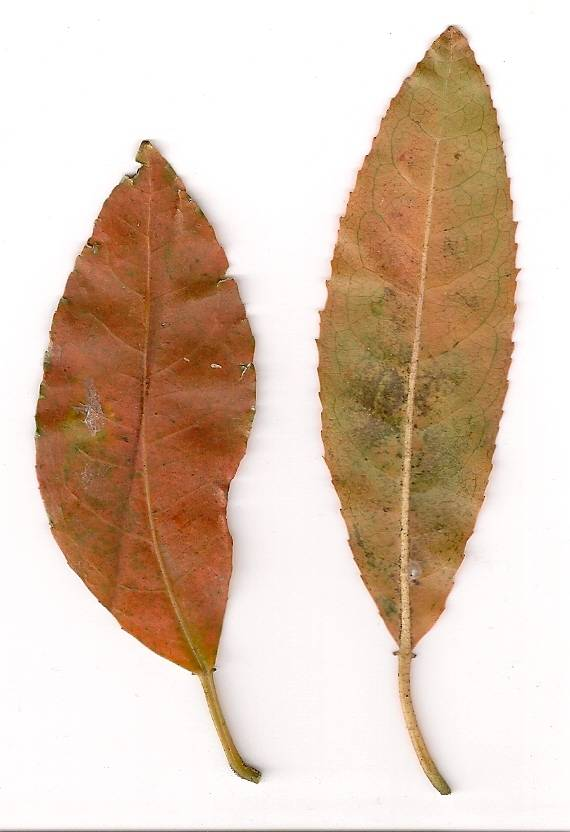